# Danelle Sandoval
Danelle Sandoval (Los Angeles, 2 juli 1991)  is een Amerikaans singer-songwriter. Ze werd bekend door de single Tuesday, een samenwerking met Burak Yeter. In 2018 bracht Sandoval haar debuut ep For Love uit. Ze heeft opgetreden in Noord-Amerika en Europa en als songwriter meegeschreven aan singles en albums van internationale artiesten.

## Biografie
Sandoval werd geboren in Los Angeles in Californië en studeerde aan de Universiteit van Californië in Berkeley. Na haar afstuderen verbleef Sandoval in Los Angeles, New York en Toronto waar ze werkte aan haar songwriter- en zangcarrière.
Sandoval verwierf bekendheid door het plaatsen van een cover van het nummer Tuesday van iLoveMakonnen en Drake. De Turkse dj en producer Burak Yeter remixte het nummer en bracht deze vervolgens uit onder het label Warner Music in 2016. Het nummer werd een grote hit, ging meermaals platina en behaalde de eerste plaats in 70 landen op de muziekplatforms iTunes en Shazam. Daarnaast werd het nummer miljoen keer beluisterd en verscheen in de top van de hitlijsten in Zweden, Canada, Mexico en behaalde de eerste plaats in Duitsland. In de Nederlandse Top 40 behaalt het nummer de 9de plaats. Na het succes van Tuesday, bracht Sandoval meerdere originele singles uit, waaronder Mad About You samen met de Nederlandse producer Koni. Het nummer was succesvol in Europa en Noord-Amerika.
Sandoval bracht in 2018 haar debuut ep For Love uit, geïnspireerd op haar tijd in Toronto. De ep werd goed ontvangen door critici. Door Clash Magazine werd Sandoval's single Hands omschreven als een schitterend creatieve pop hymne met zalige elektronische teksten."
Als songwriter heeft Sandoval nummers geschreven voor meerdere internationale artiesten. Zo werkte ze in 2018 mee aan 披著狼皮的羊 (Wolf in Sheep's Skin) op Cyndi Wang's studioalbum 愛·心凌 (Cyndi Loves 2 Sing) dat uitgebracht werd in Taiwan op het label Universal.

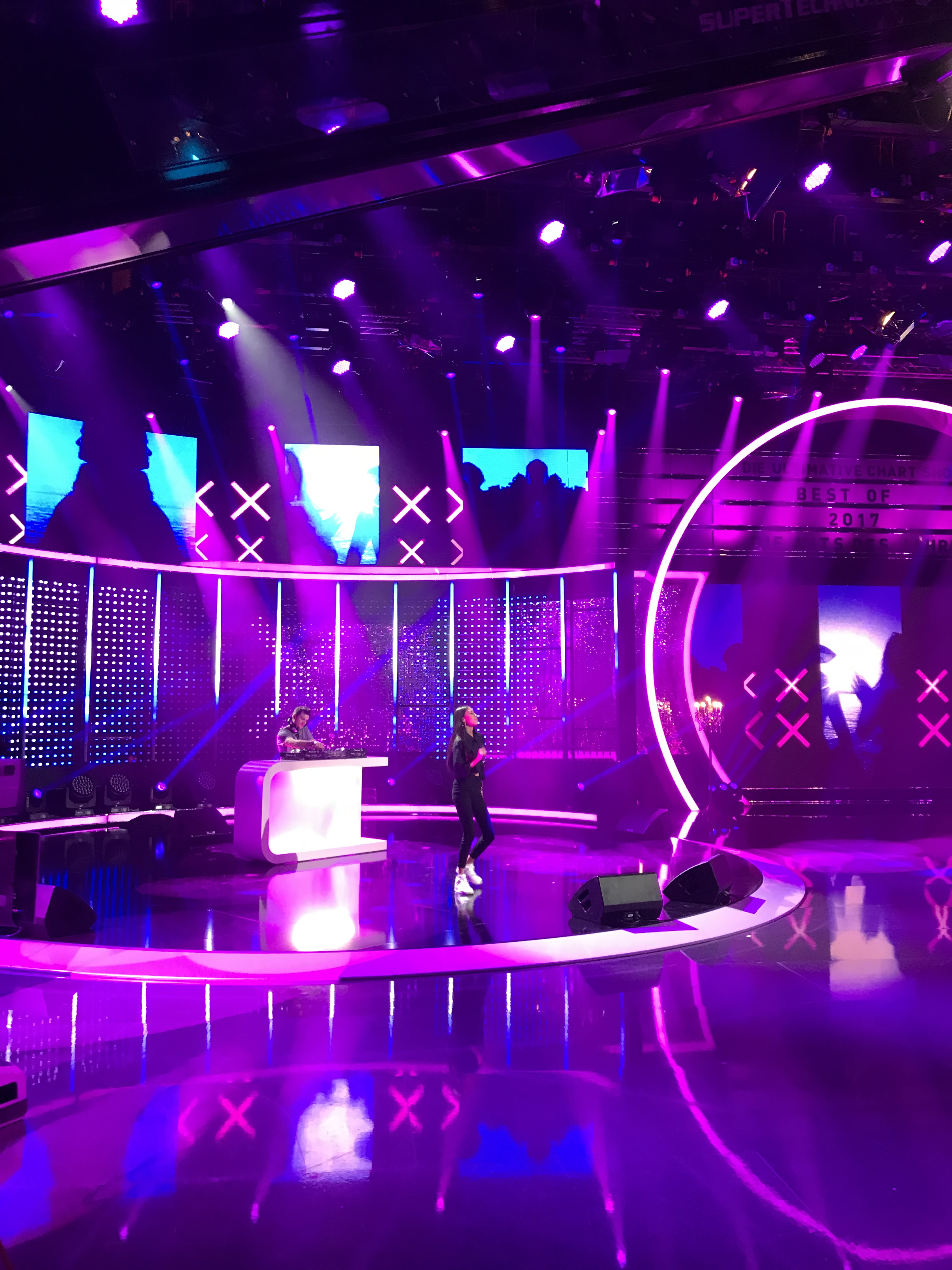
Sandoval treedt op in televishow "Die ultimative Chartshow" in Keulen, Duitsland in december 2017.

## Discografie

### Ep's
| Jaar | Titel    |
| ---- | -------- |
| 2018 | For Love |

### Singles
| Jaar | Titel                           |
| ---- | ------------------------------- |
| 2016 | Tuesday (samen met Burak Yeter) |
| 2017 | Mad About You                   |
| 2017 | Straight Up                     |
| 2017 | Something                       |
| 2017 | High Till                       |
| 2018 | Chairs                          |
| 2019 | Love Again                      |

- International Standard Name Identifier: 0000 0004 7556 2200
- MusicBrainz: 6cb5da5b-68f4-4f6a-b5cb-27de3194363b
- Nationale Bibliotheek van Israël: 987007415819105171
- Virtual International Authority File: 7835157583866833970002